# Whitewashing (Unterhaltungsindustrie)
Als Whitewashing wird im Wesentlichen eine vor allem in der US-amerikanischen Unterhaltungsindustrie vorkommende Besetzungspraxis bezeichnet, bei der nicht-weiße Rollen mit weißen Schauspielern besetzt werden. Sie dauert bis heute an und kommt auch in den Unterhaltungsindustrien anderer Staaten vor.

## Begriffsgeschichte
Der Begriff wurde in den Theorien des Neokolonialismus als Kritik am Rassismus der US-amerikanischen Filmindustrie geprägt. Erfasst wird damit neben dem simplen Austauschen durch Weiße in der Besetzung auch die Praxis, Stoffe so umzuschreiben – also weißzuwaschen – dass Rollen, die zu einer anderen Ethnie gehören, mit weißen Schauspielern besetzt werden können.

## Geschichte

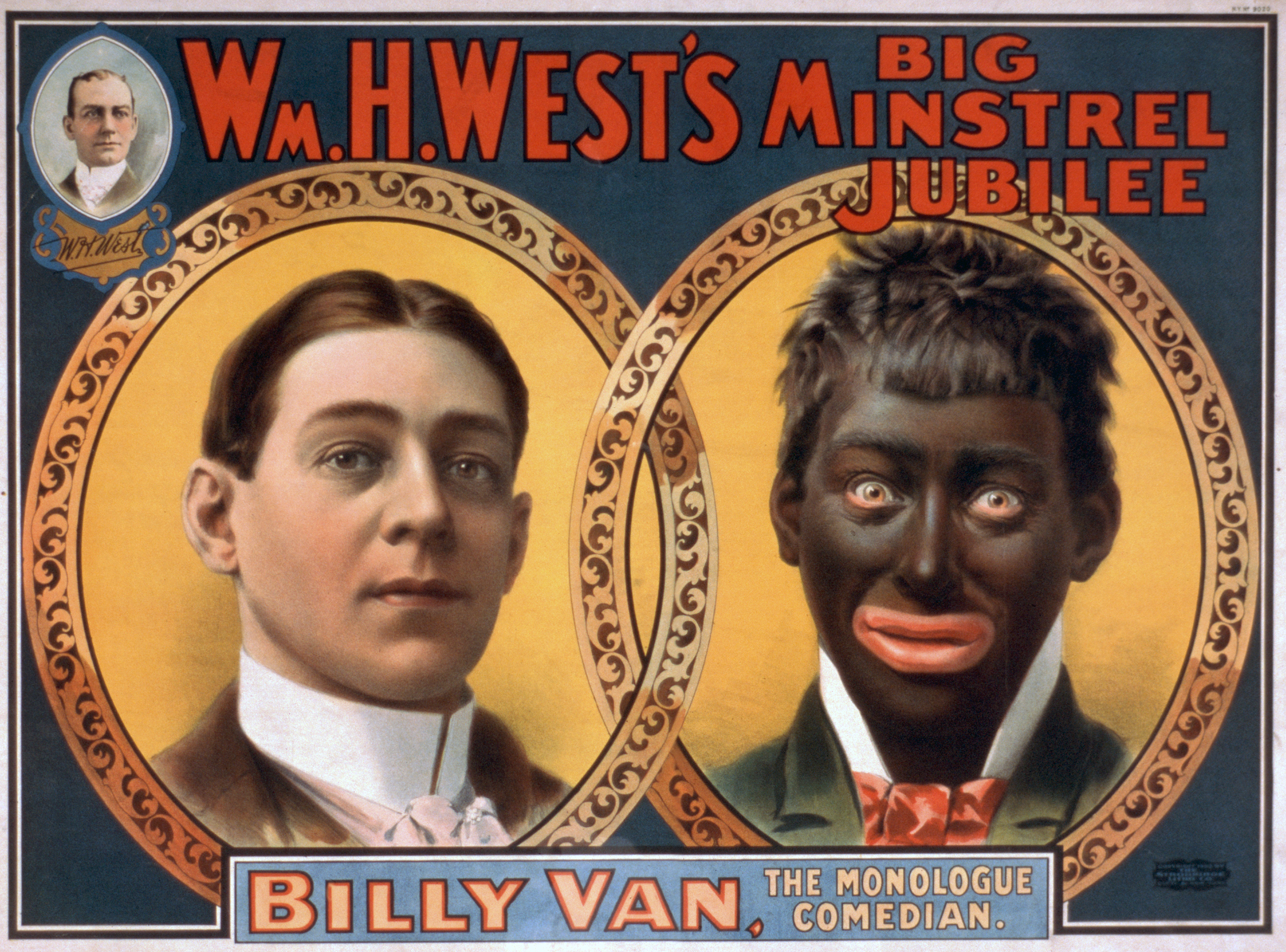
Blackfacing auf einem Plakat aus dem Jahr 1900.

Nicht erst seit der Frühzeit des Films spielen weiße Schauspieler Menschen verschiedener Hautfarben und werden dafür entsprechend umgeschminkt. Diese Darstellungen waren bis weit in die 1960er Jahre oft übertrieben und daher eher Karikaturen, die bestehende rassistische Stereotype wiedergaben. Dieses Vorgehen, das auch heute noch vorkommt, wird Black- bzw. Yellowfacing genannt. Einige Filme dieser Machart wurden von zeitgenössischen Kritikern und Publikum gut angenommen, denn man sei dankbar gewesen, dass „Figuren mit anderen Hautfarben als weiß überhaupt in großen Hollywoodfilmen gezeigt wurden“.
Zwei von unzähligen Beispielen sind Warner Oland als chinesischer Detektiv Charlie Chan in der gleichnamigen Filmreihe ab 1931 oder 1961 Mickey Rooney als japanischer Vermieter in Frühstück bei Tiffany. Auch die Darstellungen von Amerikanischen Ureinwohnern durch Weiße sowohl im US-amerikanischen Western als auch in den bundesdeutschen Winnetou-Filmen und den DEFA-Indianerfilmen aus der DDR gehören dazu.
Mitte des 20. Jahrhunderts war Black Cinema im Zuge der Bürgerrechtsbewegung  in den USA zum Genre geworden; Blackfacing war weniger häufig und wurde zunehmend kritisiert, verschwand aber nicht vollständig: Noch 2008 wurde die Rolle der schwarzen Journalistin Mariane Pearl in Ein mutiger Weg mit der weißen Schauspielerin Angelina Jolie besetzt, die eine schwarz-krause Perücke trug und dunkel geschminkt wurde.
Eine subtilere Form des Rassismus, das Whitewashing, wurde nach und nach präsenter. Statt Weiße umzuschminken, werden schwarze Rollen für weiße Schauspieler umgeschrieben, entsprechend besetzt und die kulturellen und gesellschaftlichen Hintergründe der Figuren unsichtbar gemacht. Beispiele sind Aloha – Die Chance auf Glück aus dem Jahr 2015, in dem Emma Stone die asiatisch-hawaiianische Hauptfigur spielte und die Filmadaption des japanischen Mangas Ghost in the Shell, in dem Scarlett Johansson die Rolle der japanischen Figur Motoko Kusanagi übernahm.
Eine Studie der USC Annenberg School for Communication and Journalism wies für die hundert finanziell erfolgreichsten Filme des Jahres 2013 eine Quote von einem Viertel Sprechrollen für nicht-weiße Schauspieler bei einem Bevölkerungsanteil Nichtweißer in den USA von einem Drittel aus. Die Casting-Direktorin Linda Lowy sieht eine Ursache für die mangelnde Repräsentation nicht-weißer Darsteller in der ethnischen Zusammensetzung der Führungsebenen der Filmindustrie. So waren in Hollywood im Jahr 2015 beispielsweise nur 6,5 Prozent der Regisseure schwarz. Obgleich Whitewashing nicht so schädlich sei wie manche stereotype Darstellung aus der ersten Hälfte des 20. Jahrhunderts, sei es dennoch ein Akt der Unterdrückung und verhindere eine angemessene Repräsentation von Minderheiten in den Massenmedien.

## Wirtschaftliche Aspekte
Finanzierung
Häufig wird Blackfacing bzw. Whitewashing mit wirtschaftlichen Zwängen begründet. So rechtfertigte Regisseur Ridley Scott den Umstand, dass er die wichtigsten Rollen in Exodus: Götter und Könige ausschließlich mit Schauspielern aus den USA, Europa und Australien besetzt habe, damit, dass er keinen Film mit diesem Budget finanzieren könne, wenn er sage, der Hauptdarsteller heiße „Mohammad So-und-so“.
Dem liegt die Annahme von Verantwortlichen der Unterhaltungsindustrie zugrunde, sie könnten für Produktionen mit nicht-weißen Hauptrollen keine Finanzierung organisieren. Im Jahr 2015 glaubten die in der Mehrzahl weißen Produzenten laut BBC, dass ein bekannter weißer Schauspieler mehr Publikum anziehe und die Gewinne erhöhe.
Diese Annahme wurde 2016 von der Filmkritikerin Ann Hornaday als chauvinistisches, „Magisches Denken“ bezeichnet. Statt das Publikum anzuziehen, sei es viel wahrscheinlicher, es mit der Besetzung ethnischer Rollen durch weiße Schauspieler abzustoßen. Denn neben der gestiegenen Aufmerksamkeit für solche Fragen in der Öffentlichkeit hätten sich die Erwartungen eines kulturell gebildeteren Publikums geändert und verlangten nach „Bildern, die die dynamische, multikulturelle Welt widerspiegel[te]n, in der sie leben.“ Zudem ist eine solche Argumentation ein Zirkelschluss: Wenn Mitglieder von Minderheiten nicht prominent besetzt würden, könnten sie auch keine finanziellen Erfolge einspielen.
Der Psychologe Jeffery Mio, Mitautor von Multicultural Psychology: Understanding Our Diverse Communities, geht davon aus, dass die Verantwortlichen in der US-Filmindustrie vorwiegend Menschen anstellen, die einen ähnlichen gesellschaftlichen Hintergrund haben wie sie selbst. Das waren im Jahr 2013 in den USA zu 94 Prozent Weiße.
Die Autoren des Hollywood Diversity Report 2015 der University of California, Los Angeles kommen zu dem Schluss, dass „diversifizierte Stimmen und Perspektiven“ die Erfolgschancen von Autoren und Produzenten erhöhen. In der Ausgabe von 2017 weisen sie darauf hin, dass in den USA die ethnischen Minderheiten zusammen mehr Kaufkraft für Medienkonsum aufwenden als die weiße Mehrheitsgesellschaft.
 Vermarktung
In einer Studie aus dem Jahr 2011 untersuchte der Medienwissenschaftler Andrew Weaver in den USA, wie die ethnische Besetzung von Filmen das Interesse eines weißen Publikums beeinflusst. Es zeigte sich, dass ausschließlich bei Liebeskomödien das Interesse geringer war, wenn sie überwiegend mit schwarzen Schauspielern besetzt waren. Dies galt unabhängig von den Einstellungen, die die Studienteilnehmer zu Ethnien hatten.
Weaver geht davon aus, dass die Teilnehmer nicht explizit an die Hautfarbe dachten, als sie ihre Entscheidungen trafen. Vielmehr fühlten sie sich nicht als Zielgruppe angesprochen. Das liegt laut Weaver auch daran, dass Filme, die mit ethnischen Minderheiten besetzt sind, ganz dezidiert auch nur für Minderheiten vermarktet würden.
Personal
Im Hollywood Diversity Report 2018 werden die Anteile von Minderheiten in der Hollywood-Filmindustrie des Jahres 2016 aufgeführt. Bei einem Bevölkerungsanteil der Minderheiten von 40 Prozent betrug ihr Anteil
- 13,9 Prozent bei Hauptrollen
- 12,6 Prozent bei Regisseuren
- 8,1 Prozent bei (Drehbuch-)Autoren.[17]

Es wird immer wieder angeführt, dass es nicht genügend bekannte nicht-weiße Schauspieler gebe. Diese Behauptung wurde spätestens mit dem Hollywood-Diversity Report 2015 widerlegt, aus dem hervorgeht, dass Filme mit ethnisch diversen (Haupt-)Rollen sowohl an den Kinokassen, als auch beim Profit besser abschneiden.

## Verweise
- Hollywood Diversity Report 2018, UCLA 2018 (PDF, englisch)
- Sunday Talk: The panel discusses whitewashing in film and television. (Video) Canadian Broadcasting Corporation, abgerufen am 30. März 2018 (englisch).
- Daniel York Loh: Anna May Wong was stereotyped 100 years ago: what's changed? In: The Guardian, 14. Juni 2019. (englisch)